# 熊誠
熊誠，四川江津縣人，明朝政治人物、進士出身。

## 生平
永樂二年（1404年），登進士，授監察御史。